# Basileopator
Basileopatōr (grško βασιλεοπάτωρ, dobesedno basileusov [cesarjev] oče) je bil eden od najvišjih in izjemnih posvetnih naslovov Bizantinskega cesarstva. Filotejev Kletorologij iz leta 899 ga navaja kot  enega izmed posebnih dostojanstev (axiai eidikai).  Naslov je bil v celi bizantinski zgodovini podeljen samo dvakrat.
Njegova imetnika nista bila biološka očeta cesarjev. Čeprav je natančna funkcija imetnika naslova nejasna, je bil verjetno skrbnik in mentor mladoletnega cesarja. A. Schmink ponuja drugačno razlago. Po njegovem mnenju bi morali dati prednost zapisu basileiopator, ki se pojavlja na pečatih in v Teofanovi Hagiografiji in bi se lahko razložil z oče palače. Takšna razlaga 
potrjuje položaj imetnika kot glavnega cesarjevega pomočnika, ne pomeni pa nikakršnega skrbništva nad njim.
Naslov je ustvaril cesar Leon VI. Modri   med avgustom 891 in majem 893 (vladal 886–912) za Stilijana Zauco, očeta Leonove dolgoletne priležnice in kasneje druge žene Zoje Zaucaine. Naslov je bil dodan Stilijanovemu  prejšnjemu naslovu magistros in položaju poštnega logoteta (logothetēs tou dromou). Leon VI. je po tradicionalni razlagi s tem imenovanjem formalno predal oblast v Zauceve roke do njegove smrti leta 899. Sodobni zgodovinarjo dvomijo v njegovo podobo vsemogočnega basileopatorja in navajajo dokaze, da je Leon učinkovito nadziral bizantinsko vlado. Kakorkoli že, naslov basileopator je Stilijana umestil na vrh posvetne birokracije, neposredno pod samega cesarja.
Naslov so ponovno uvedli leta 919 za admirala Romana Lekapena po njegovi poroki s Heleno, hčerko cesarja Konstantina VII. (vladal  913–959). Lekapena so že čez nekaj mesecev povišali v cezarja in kmalu zatem kronali za starejšega socesarja.
Kasneje se je naslov uporabljal samo še v književnosti. Simeon Metafrast, na primer, je Arsenija Velikega anahronistično imenoval basileopator, ker je bil  varuh Honorija in Arkadija, sinov cesarja Teodozija I. (vladal  379–395). Naslov so poskušali leta 1259 oživiti pristaši Mihaela VIII. (vladal 1259–1282), ko je bil imenovan za regenta za mladoletnega nikejskega cesarja Ivana IV. Laskarisa (vladal 1258–1261), vendar jim to ni uspelo.